# Herbert Fingarette
Herbert Fingarette fue un filósofo estadounidense. Nació Herbert Borenstein el 20 de enero de 1921 en Brooklyn, su padre David Borenstein, fue fabricante de piezas de máquinas de coser, su madre fue Jeannette Borenstein. Cuando sus padres se divorciaron y su madre se volvió a casar, tomó el apellido de su padrastro, Harry Fingarette. La familia se mudó a Los Ángeles cuando Herbert era un adolescente.
Se matriculó en la Universidad de California con la intención de especializarse en química, pero la mayoría de sus experimentos resultaron en fracasos. Fue reclutado en el ejército y, después de servir durante la Segunda Guerra Mundial, principalmente en el Pentágono, regresó a la universidad. Allí fue cautivado por una conferencia de Bertrand Russell sobre David Hume y decidió especializarse en filosofía, obteniendo una licenciatura en 1947 y un doctorado en 1949.
Se casó con Leslie Josephine Swabacker en 1945. Ella murió en 2011. Además de su hija, le sobreviven dos nietos.
El profesor Fingarette comenzó a enseñar en Santa Bárbara en 1948 y se convirtió en profesor emérito en 1988.
Entre sus libros se encuentran "El yo en transformación" (1963), "Autoengaño" (1969), "El significado de la locura criminal" (1972) y "Mapeo de la responsabilidad" (2004).
A su muerte, estaba completando un ensayo sobre cómo los muertos continúan dando forma a la vida de los vivos, un tema sobre el que había escrito en "Muerte: sondeos filosóficos" (1996). En ese libro descartó la posibilidad de la reencarnación, pero, tal vez en su propia interpretación del autoengaño, pareció sugerir que podría lograr alguna medida de inmortalidad.
"Nunca en mi vida experimentaré la muerte", escribió. "Nunca sabré el final de mi vida, esta vida mía aquí mismo en la tierra". Añadió: "La gente espera nunca saber el final de la conciencia. ¿Pero por qué meramente esperanza? Es una certeza. ¡Nunca lo harán!